# Beckley and Stowood
Beckley and Stowood – civil parish w Anglii, w hrabstwie Oxfordshire, w dystrykcie South Oxfordshire. Leży 9 km na północny wschód od Oksfordu i 79 km na północny zachód od Londynu. W 2011 roku civil parish liczyła 608 mieszkańców.